# Perceval Gaillard
Pour les articles homonymes, voir Gaillard.
Perceval Gaillard, né le 24 avril 1983 à Rouen, est un homme politique français. Membre de La France insoumise et de Rézistan's Égalité 974, il est élu député à La Réunion en 2022.

## Biographie
Installé à La Réunion à l'âge de 19 ans, il y exerce plusieurs métiers tels que manœuvre, maçon et manutentionnaire au port pour le dépotage de conteneurs. Il devient ensuite éducateur social. 
Élu sur la liste d'Huguette Bello à Saint-Paul lors des élections municipales de 2020, il est treizième adjoint au maire chargé de la politique de la ville et de la lutte contre l'illettrisme,. Il est membre du parti Rézistan's Égalité 974, fondé par Jean-Hugues Ratenon et proche de La France insoumise.
Le 19 juin 2022, il est élu député dans la septième circonscription de La Réunion sous l'étiquette divers gauche. Il devient dès lors le premier député « zorey » (métropolitain) de l'île depuis Michel Debré, député entre 1963 et 1988. Il rejoint le groupe La France insoumise - Nouvelle Union populaire écologique et sociale (LFI-NUPES) à l'Assemblée nationale, aux côtés de Jean-Hugues Ratenon. Il est membre de la commission des Affaires économiques.
Alors que son mandat est écourté le 9 juin 2024 en raison d'une dissolution parlementaire décidée par Emmanuel Macron, il se représente aux élections législatives anticipées dans la septième circonscription de La Réunion. En ballottage lors du premier tour avec 29,44 % des suffrages exprimés, il est réélu au second tour avec 57,33 % des voix.